# 요시다 다카유키
요시다 다카유키(일본어: 吉田 孝行, 1977년 3월 14일 ~ )는 일본의 전 축구 선수이자 현 축구 지도자로 현재 비셀 고베의 감독직을 맡고 있으며 현역 시절 포지션은 공격수였다.

## 구단 경력
1995년 J1리그의 요코하마 플뤼겔스에 입단했다. 1998년에 천황배 우승을 차지했다. 1999년 요코하마 F. 마리노스로 이적했다. 2000년 J2리그의 오이타 트리니타로 이적했다. 2002년 J2리그 우승으로 J1리그로 승격했다. 2005년까지 189경기에 출전하여, 44득점을 넣었다. 2006년 요코하마 F. 마리노스로 복귀했다. 2008년부터 2013년까지 비셀 고베에서 뛰었다. 2013년후 현역 은퇴.

## 국가대표팀 경력
그는 1993년 FIFA U-17 세계 축구 선수권 대회에 참가할 일본 U-17 국가대표팀에 발탁되었으며, 3경기에 출전했다.

## 대회 성적

### 클럽 (선수)
요코하마 플뤼겔스
- J1리그 : 3위 (1996)
- J리그컵 : 4강 (1997)
- 천황배 : 우승 (1998), 준우승 (1997)
- 아시안 컵위너스컵 : 우승 (1994-95), 4강 (1995)

요코하마 F. 마리노스
- J1리그 : 준우승 (2000), 4위 (1999)
- J리그컵 : 4강 (2006, 2007)

오이타 트리니타
- J2리그 : 우승 (2002), 3위 (2000)

비셀 고베
- J2리그 : 준우승 (2013)

### 클럽 (지도자)
비셀 고베
- J1리그 : 우승 (2023)
- 천황배 : 우승 (2019), 4강 (2017)

V-파렌 나가사키
- J2리그 : 4위 (2021)